# Der Bulle von Tölz: Mörder unter sich
Mörder unter sich ist ein deutscher Fernsehfilm von Werner Masten aus dem Jahr 2002 nach einem Drehbuch von Franz Xaver Sengmüller. Es ist die 33. Folge der Krimiserie Der Bulle von Tölz mit Ottfried Fischer als Hauptdarsteller in der Rolle des Hauptkommissars Benno Berghammer. Die Erstausstrahlung erfolgte am 16. Januar 2002 auf Sat.1.

## Handlung
Im Haushalt passieren die meisten Unfälle. Diese These findet in Bad Tölz traurige Bestätigung. Zum einen stürzt Elfriede Blenninger beim Fensterputzen aus dem zweiten Stock, buchstäblich vor die Füße ihrer Tante Walburga Hechenbichler und Resi Berghammer. Zum anderen stirbt Amtmann Hans Plaschek beim Anschließen der neuen Waschmaschine durch einen Stromschlag. Für Hauptkommissar Benno Berghammer sind es bedauerliche Unglücksfälle, Kollegin Sabrina Lorenz wittert dagegen Verbrechen. Ermittlungen ergeben, dass in beiden Fällen viel Geld im Spiel ist: Alfred Blenninger erbt 200.000 Mark und Maria Plaschek erwartet aus der Lebensversicherung ihres Mannes 600.000 Mark. Allerdings haben beide für die fraglichen Zeiträume glaubwürdige Alibis. Doch als Kommissarin Lorenz sehen will, mit wem Maria Plaschek ihren 40. Geburtstag feiert, stellt sich heraus, dass die Witwe seit einem halben Jahr ein Verhältnis mit dem Elektriker Kroll hat. Dieser gibt schließlich zu, den Sicherungskasten manipuliert zu haben, Maria habe ihn nachts heimlich ins Haus gelassen. Überführt hat ihn die Tatsache, dass er eine Woche vor Hans Plascheks Tod eine vierwöchige Kreuzfahrt für sich und Maria gebucht hat. Frau Plaschek gibt an, sich von ihrem Mann eingesperrt gefühlt zu haben.
Walburga Hechenbichler legt den Kommissaren einen Brief mit angehängtem Testament vor, wonach Elfriede Blenninger ihren Mann beschuldigt, sollte ihr etwas zustoßen; und sie setzt ihre Tante Walburga als Alleinerbin ein. Das Schriftstück erweist sich als Fälschung, die Felix Hechenbichler im Auftrag seiner dominanten Mutter angefertigt hat.
Alfred Blenninger verlobt sich mit Viola Hainthaler und setzt sie als neue Nutznießerin seiner Lebensversicherung ein. Er pachtet einen Gasthof, den er mit dem geerbten Geld seiner Frau renovieren lassen will. Als Geschäftsführer möchte er Gerhard Rödl von der Bahnhofskneipe einsetzen, unterstützt von seinem Hilfskoch Heinz Sykora, genannt „Burschi“, der alles macht, was sein Chef von ihm verlangt.
Viola Hainthaler macht gegenüber Berghammer und Lorenz keinen Hehl daraus, dass sie durch die Verlobung mit Alfred profitiert. Anfangs sei es ihr eher peinlich gewesen, weil Alfred mit ihrer Arbeitskollegin verheiratet gewesen sei, doch ihr Freund Gerhard Rödl habe gesagt, sie solle Alfred nicht zurückweisen, er habe jetzt viel Geld. Rödl sei ihr Freund, seit sie 13 Jahre alt sei; sie werde niemals einen anderen lieben. Er sei auch nicht eifersüchtig wegen ihrer Beziehung mit Alfred, da stehe er drüber. Sie zeigt ihnen die Police von Alfreds Lebensversicherung, wonach sie bei Unfalltod eine Million Mark erhält. Nun haben die Kommissare das gesuchte Motiv glasklar vor sich.
Laut Viola Hainthaler hält sich Alfred Blenninger betrunken in Gerhard Rödls Bahnhofskneipe auf. Dort erfahren die Kommissare vom Wirt, Burschi und Alfred seien mit dem Auto zur Benediktenwand unterwegs – auf der alten Straße, wegen ihrer landschaftlichen Schönheit. Berghammer und Lorenz rasen hinterher und finden das Auto auf der Kippe über einem Abgrund vor. Sie befreien die Insassen aus ihrer misslichen Lage und erfahren vom geschockten Burschi, dass die Fahrertür klemmt, weil sie manipuliert worden ist. Da Gerhard Rödl offensichtlich beide loswerden wollte, erzählt Burschi den Kommissaren von dem perfiden Plan, wonach er den betrunkenen und schlafenden Alfred Blenninger in diesen Abgrund stürzen lassen sollte, während er selbst im letzten Augenblick aussteigt. Dafür sollte er von Rödl ein Drittel der Lebensversicherungssumme erhalten, plus die versprochenen 20.000 Mark für Elfriede Blenningers Fenstersturz.

## Hintergrund
Die Dreharbeiten erfolgten vorwiegend in Bad Tölz, darunter im Café Volkland in der Marktstraße; der Tatort Blenninger in der Oberland-Passage (Seitenpassage der Marktstraße) und im Hallenbad. Weitere Drehorte waren Schliersee (Bahnhofsstüberl) und Spitzingsee (Unfallort); als Schauplatz für die „Pension Resi“ diente das Hollerhaus Irschenhausen.

## Kritik
Die Programmzeitschrift TV Spielfilm schreibt: „Eine Prise Rätselkrimi, ein Schlag bayrische Provinz, spitze Bemerkungen und der runde Ottfried – fertig ist die Erfolgsmixtur.“ Fazit: „Gewohnt Granteliges aus Bayerns Krimistadl.“